# Предраг Драгић
Предраг Р. Драгић Кијук (Крагујевац, 8. децембар 1945 — Београд, 29. јануар 2012) био је српски хуманиста, књижевник и ликовни критичар, есејиста, антологичар, лексикограф, медиевалиста, историчар, персоналиста, достојевиста и православни мислилац.

## Биографија
Средњу школу похађао у Београду, студије на Филолошком, Правном и Филозофском факултету на Универзитету у Београду а истраживао и усавршавао се у Италији, Грчкој, Русији, Француској и Норвешкој.
Повремено се бавио превођењем и писањем драмских текстова. Његова радио-драма Неимар светлости, коју је и режирао, доживела је бројна издања, после праизведбе октобра 1993.
Био је управник највеће библиотеке иностране периодике на Балкану. Као истакнути културни радник био је члан Удружења књижевника Србије по позиву.
Један је од оснивача Фонда истине (Београд), Светског сабора Срба (Хајделберг), Црквено-народног сабора (Призрен), Центра за хришћанске студије (Београд), удружења интелектуалаца Српска национална свест (Ниш) и издавачке куће Евро Епистел (Ашафенбург). Био је члан Српског националног одбора свесрпског конгреса (Чикаго), Управе Удружења књижевника Србије, Управног одбора Српске књижевне задруге, оперативни уредник часописа Serbian Literary Magazine (1993 — 2001) и главни и одговорни уредник Књижевних новина (од 2001). Био је члан Савета Универзитета Републике Српске Крајине и један од покретача нове серије часописа Хришћанска мисао (1993). Био је иницијатор и један од аутора декларације на пет језика (Слово о српском језику, 1998) као и покретач и уредник библиотека Српска дијаспора и Српска породична библиотека.
Објавио је петнаест књига студија и есеја од којих пет на страним језицима. Посебно се бавио старом српском књижевношћу (само на енглеском штампао је, 1987, обимну студију Mediaeval and Renaissance Serbian Poetry 1200 — 1700 / Средњовековно и ренесансно српско песништво), модерном светском поезијом, делом Достојевског, историјом европске цивилизације, протоисторијом Срба и Словена, феноменом сеоба, аберацијама савремене политике и утицајем римокатоличке цркве на судбину српског народа.
Његова књига Кушач и искупитељ прва у српску есејистику уводи теистички метод као равноправан другима у тумачењу књижевног дела, док књига Излазак у игру (~1990) представља култни допринос европском персонализму.
Зборником Catena Mundi (1992), у два волуминозна тома, сачинио према оцени рецензената и приказивача „духовну енциклопедију српског народа” - а зборником Мало завештање (1999), објављеном на енглеском језику под насловом The Little Legacy, извршио преиспитивање хиландарске баштине у кључу православне филозофије живота. Збирку есеја Bestiarium humanum, политички дневник, објавио је 2002. године, а Атлантократија као идеал Језуита, 2005. године.
Драгић припада оним есејистима који су, по оцени Јовице Аћина, „инвестирали у приступ књижевном делу читав низ нових методолошких идеја, равнајући се са нивоом најразвијенијих европских и светских култура”. Дела овог аутохтоног мислиоца и „интелектуалца изузетне унутрашње снаге”, који се издваја из владајућег теоријског дискурса, превођена су на десетак светских језика.
О делу овог истакнутог уметника похвално су писали угледни српски и европски критичари и универзитетски професори: Зоран Глушчевић, Зоран Гавриловић, Игор Мандић, Ричардс Барнс. Дејвид А. Хил, Јон Гери, Слободан Ракитић, Јовица Аћин, Тиодор Росић, Лука Прошић, Петар Арбутина...
Заступљен је у биографском лексикону „Ко је ко у свету” (2010), најстаријег америчког лексикографског издавача (Marquis). У Кембриџовом енциклопедијском издању (Cambridge, England) „2.000 интелектуалаца у 21. веку”добио је одредницу на уреднички позив. Интернационални биографски центар (St. Thomas Place, England) прогласио га је 2010. године за једног од 100 слободних мислилаца у свету.
Сер Џон Тавенер, значајни британски композитор са репутацијом „класичног уметника“, аутор је 15-минутног дела Epistle of Love (Посланица љубави) насталог по стиховима српске средњовековне поезије, преузетим из књиге Предрага Драгића Кијука Mediaeval and Renaissance Serbian Poetry (светска премијера у Лондону 22. марта 2001, St. John Smith Square). Тавенерова композиција Посланица љубави (коју је посветио српским мученицима) изведена је у Београду у оквиру солистичког концерта Патрише Розарио, „Сопрана миленијума“, 4. новембра 2002. године. За монументално дело The Veil of the Temple (Застор Храма), у извођењу четири хора, неколико оркестара и солиста, у трајању од седам часова - Џон Тавенер је такође користио исту књигу Драгића Кијука (јун 2003).
Године 2011. је након дугог трагања открио посмртне остатке свог оца кога су убили комунисти.
Предраг Р. Драгић Кијук никада није био члан нити једне политичке странке, а није припадао ни једној филозофској или књижевној школи.